# 源慶 (仏師)
源慶（げんけい、生没年未詳）は、平安時代後期から鎌倉時代前期に活躍の慶派仏師。運慶の弟子。

## 経歴
- 寿永2年（1183年）、南都焼討後に製作された東大寺法華経（運慶願経）の奥書に快慶、良慶、寛慶、円慶、俊慶、仁慶、静慶等とともに結縁の記名があり、運慶最初期の弟子の一人で慶派の重要人物とみられる。
- 東大寺、興福寺の仏像復興事業で慶派の重鎮として運慶を補佐し、運慶没後は独立し各地で仏像を製作したようで、運慶の補佐時代に比べ独立後は荒いが伸びやかな作風が知られる。

## 現存作品

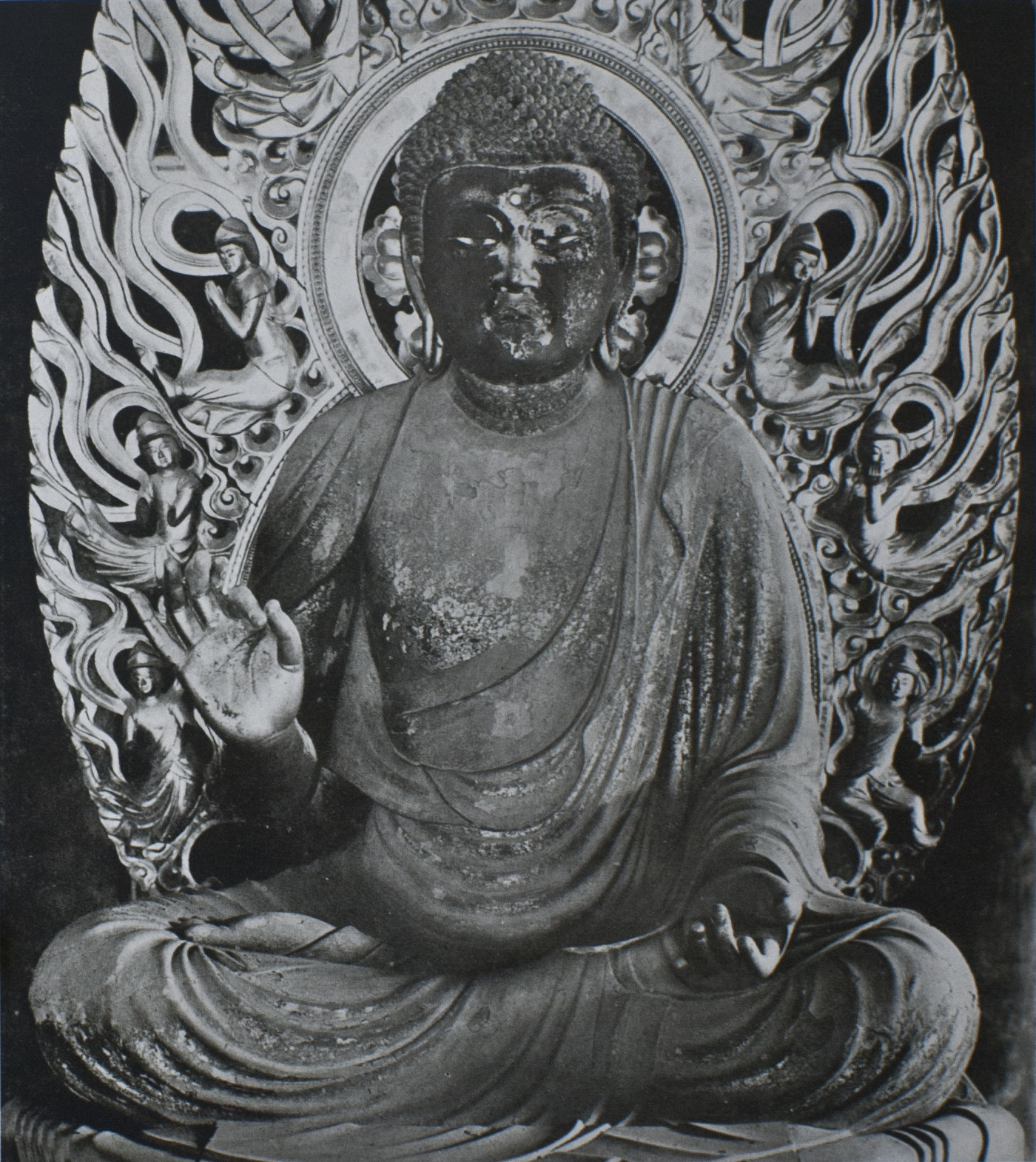
興福寺北円堂弥勒如来像

- 興福寺北円堂本尊の弥勒如来像（建暦2年（1212年）頃、国宝） - 運慶の指導のもとで静慶と製作したという。
- 如意輪寺蔵王権現像（嘉禄2年（1226年）、重要文化財）